# Baginton
Baginton est un village et une paroisse civile du Warwickshire, en Angleterre. Administrativement, il dépend du district de Warwick.
L'aéroport de Coventry (en) se trouve sur le territoire de cette commune, ainsi que le musée de l'air des Midlands, consacré à l’œuvre pionnière de Frank Whittle.